# Howaldtswerke-Deutsche Werft
Howaldtswerke-Deutsche Werft GmbH (HDW) — самая большая верфь Германии. Специализируется на постройке морских судов и подводных лодок. Верфь расположена в Киле, земля Шлезвиг-Гольштейн, Германия. Предприятие возникло в 1968 году в результате слияния компаний Howaldtswerke Hamburg A.G., Kieler Howaldtswerke AG, Kiel и Deutsche Werft AG. После слияния с верфями компании ThyssenKrupp 5 января 2005 года HDW является частью ThyssenKrupp Marine Systems AG (TKMS).

## История

### Предыстория
1 октября 1838 года Август Ховальдт (нем. August Howaldt) вместе с процветающим судовладельцем и коммерсантом Йоханом Швеффелем (нем. Johann Schweffel) основал предприятие по выпуску сельскохозяйственных машин для датской провинции Шлезвиг-Гольштейн. В 1848 году на предприятии началось строительство первой паровой машины, предназначенной для судов с винтовым движителем, для канонерки № 1 Von der Tann (нем.). Работа над первой паровой машиной для судна была закончена в 1849 году. В 1850 году на заводе в Киле была построена первая немецкая подводная лодка под названием «Brandtaucher».

## Продукция верфи

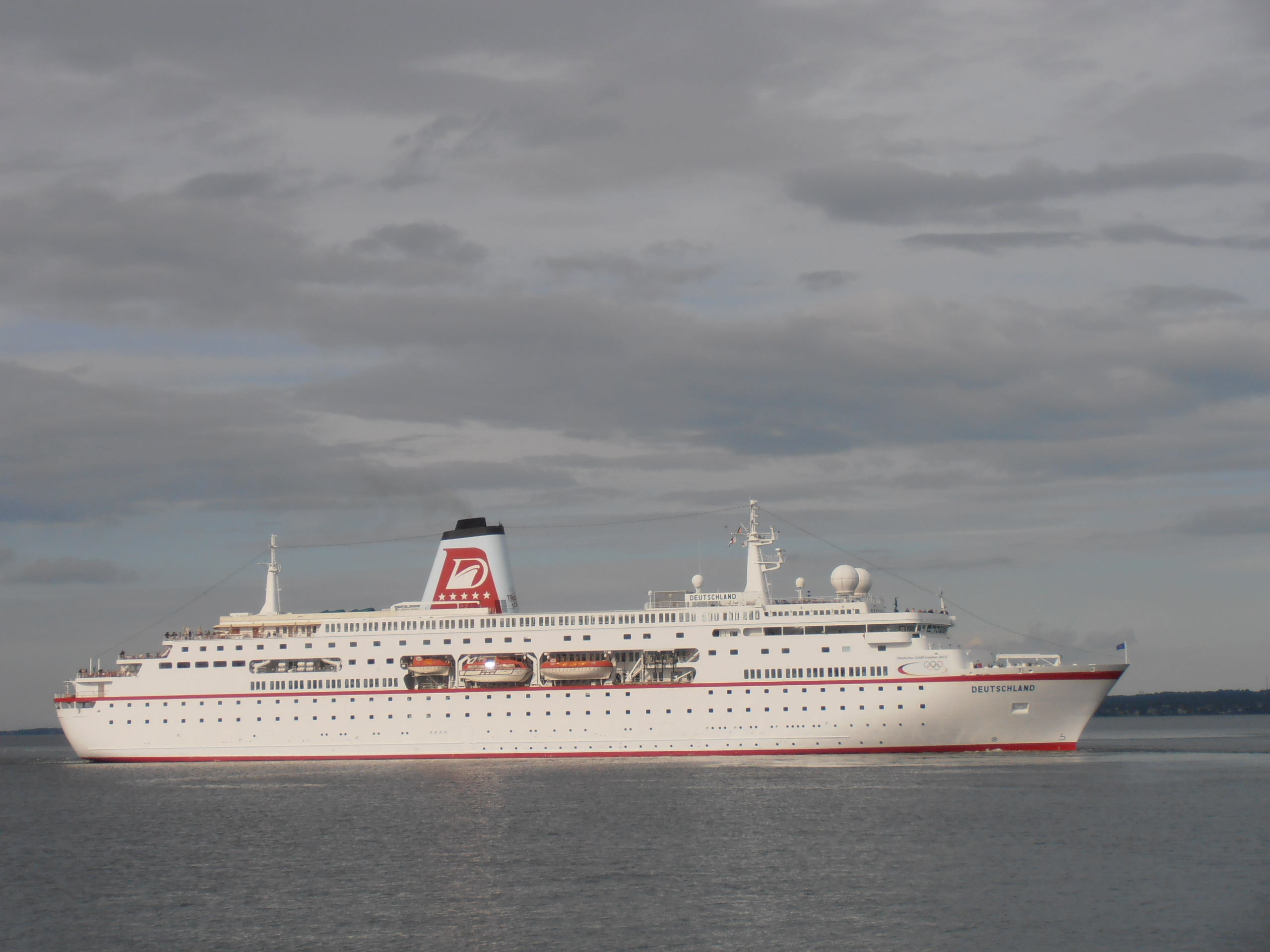
Круизное судно Deutschland (1998)
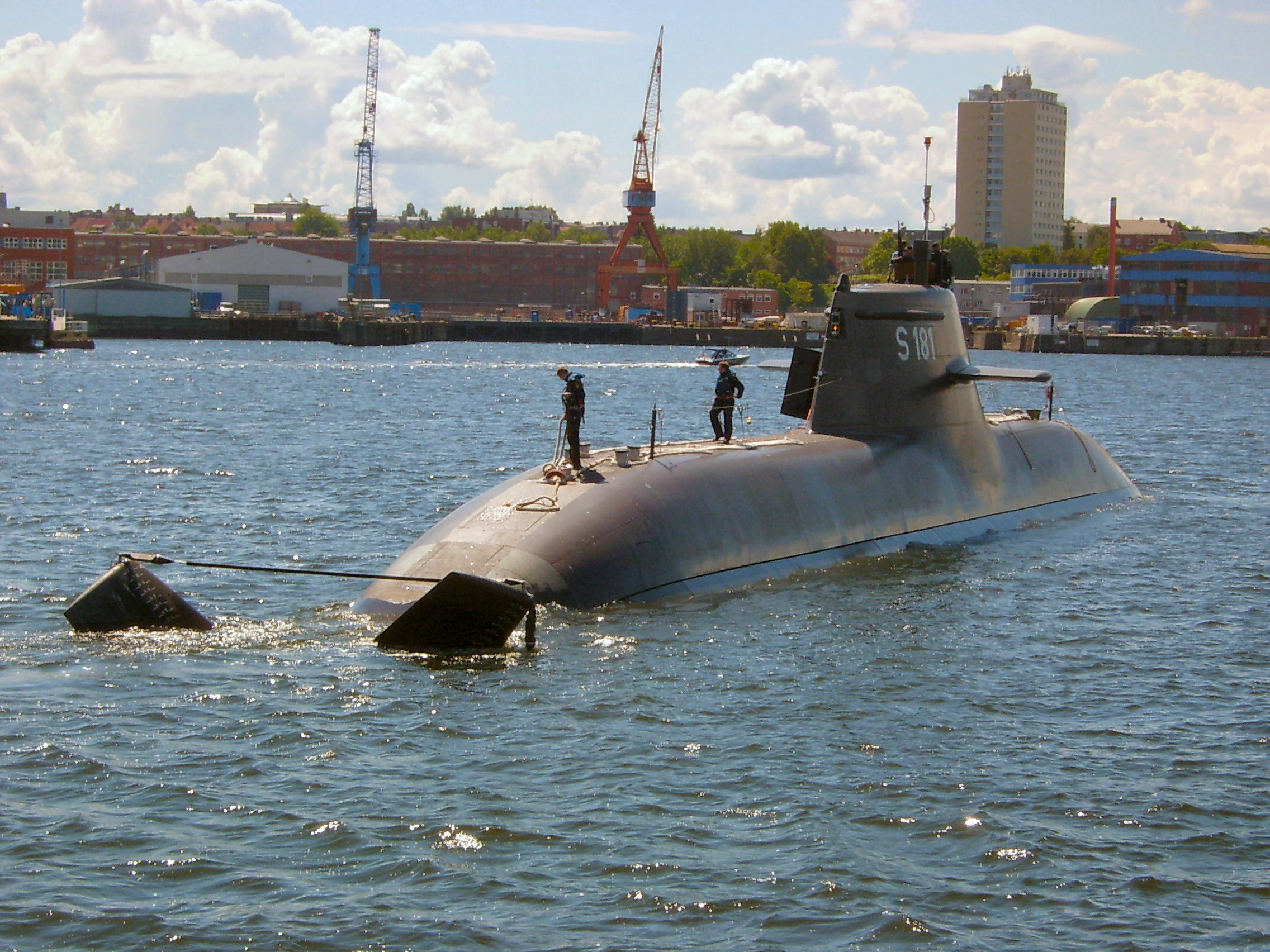
Подводная лодка U 31 (2005)